# Attentats du rassemblement du M23 à Bukavu
Les attentats du rassemblement du M23 à Bukavu sont une série d'explosions survenues le 27 février 2025 lors d'un rassemblement public organisé par le groupe rebelle du Mouvement du 23 mars (M23) à Bukavu, en République démocratique du Congo (RDC). Les explosions font plusieurs morts et des dizaines de blessés sur la place de l'Indépendance dans la capitale provinciale du Sud-Kivu, qui est prise par les forces du M23 plus tôt dans le mois.

## Attentats
Le 27 février 2025, le groupe rebelle M23 organise un grand rassemblement public sur la place de l'Indépendance, dans le centre de Bukavu, pour célébrer la prise de la ville. Des milliers de résidents locaux assistent au rassemblement, auquel participaient Corneille Nangaa, chef de l'Alliance fleuve Congo (AFC), et d'autres hauts responsables du M23. L'AFC est une coalition de milices dont le M23 est l'une des composantes principales.
Selon des témoins oculaires, deux explosions ont lieu et des coups de feu sont entendus alors que les chefs rebelles quittent la tribune des orateurs. Les explosions provoquent immédiatement une panique et les participants fuient la zone en grand nombre. Des vidéos diffusées sur les plateformes de médias sociaux montrent des victimes sur les lieux, dont plusieurs morts et de nombreux blessés nécessitant une aide d'urgence. Plusieurs civils sont filmés en train de transporter des victimes inanimées hors des lieux.
Les secours transportent les blessés vers des centres médicaux locaux, tandis que les forces du M23 établissent des cordons de sécurité autour du lieu de l'explosion. Lors d'une conférence de presse qui suit l'incident, Corneille Nangaa rapporte que 11 personnes ont été tuées et 65 autres blessées dans l'attaque. Ce bilan est confirmé séparément par des sources hospitalières s'adressant aux agences de presse internationales. Selon des estimations provisoires, le bilan s'élève à plus de 13 morts et au moins 70 blessés.

## Réactions
Dans une déclaration officielle publiée quelques heures après l'incident, les dirigeants du M23 accusent le gouvernement congolais d'avoir orchestré l'attaque, la décrivant comme un "acte lâche et barbare" et un "plan d'extermination des populations civiles" qui aura des conséquences. Les représentants du M23 rapportent que les grenades utilisées sont les mêmes que celles des Forces de défense nationale du Burundi, qui combattent aux côtés de l'armée congolaise. Le chef de l'AFC, Corneille Nangaa, déclare qu'en raison des bombardements, l'AFC sera "obligée de réagir". Il déclare que deux "terroristes de Kinshasa" sont arrêtés sur place. Il indique également qu'aucun chef rebelle n'a été blessé dans l'attaque. En outre, après l'attaque, le M23 intensifie son recrutement de soldats dans la branche armée du groupe, encourageant les jeunes à aider à "l'élimination des mauvais dirigeants" en RDC. En outre, l'Alliance fleuve Congo annonce la nomination d'une nouvelle administration régionale au Sud-Kivu, affirmant que les rebelles souhaitent "une bonne gouvernance, la stabilité et le progrès pour le peuple de la RDC".
Le président congolais Félix Tshisekedi qualifie ces explosions d'"acte terroriste odieux perpétré par une armée étrangère présente illégalement sur le sol congolais", faisant implicitement référence au Rwanda. Jean Samy, vice-président des Forces vives de la société civile du Sud-Kivu, qualifie l'attaque de "sabotage" perpétré par des auteurs non identifiés.